# Avia BH-11
Die Avia BH-11 war ein tschechoslowakisches Sport- und Schulflugzeug der 1920er-Jahre, das sowohl im zivilen als auch militärischen Bereich Verwendung fand.

## Entwicklung
Die BH-11 wurde 1923 von Pavel Beneš und Miroslav Hajn entworfen und lehnte sich eng an die im gleichen Jahr entstandene BH-9 an. Vom optischen Erscheinungsbild weitgehend mit dieser identisch unterschied sie sich hauptsächlich durch die Verwendung rechteckiger statt elliptischer Spanten im vorderen Rumpfbereich. Der Antrieb, ein luftgekühlter NZ-60-Sternmotor von Walter, wurde von der Vorgängerin übernommen. Zur platzsparenden Unterbringung konnten die Tragflächen an den Rumpf geklappt werden. Hauptabnehmer waren die tschechoslowakischen Luftstreitkräfte, die 15 Stück unter der Bezeichnung B.11 oder auch Bk.11 für die Pilotenschulung und Verbindungsflüge einsetzte. 1926 entstanden zwei speziell für in- und ausländische Flugwettbewerbe konzipierte Exemplare mit den Werknummern 17 und 18. Sie wurden als BH-11C bezeichnet und waren an den im Gegensatz zur Grundversion auf 11,10 m gestreckten Tragflächen erkennbar. Mit dieser Ausführung konnte 1926 der Coppa d’Italia, den eine BH-9 ein Jahr zuvor für die Tschechoslowakei gewonnen hatte, erfolgreich verteidigt werden. Ebenso siegreich verliefen der Reiseflugzeug-Wettbewerb von Paris-Orly und mehrere einheimische Leistungsvergleiche des Jahres 1926. Eine letzte speziell für einen Wettbewerb zugeschnittene Version wurde für den Europarundflug von 1929 entwickelt und als BH-11B Antelope betitelt. Sie war in ihren Abmessungen insgesamt etwas größer gehalten und mit einem leistungsstärkeren Motor Walter Vega mit 63 kW ausgestattet, der die Höchstgeschwindigkeit um etwa 20 km/h steigerte. Es soll nur ein Exemplar mit der (symbolisch vergebenen) Werknummer 1001 gebaut worden sein, für den Wettbewerb wurden aber letztlich zwei BH-11 mit diesem Antrieb angemeldet, die von František Klepš und Václav Vlček geflogen wurden. Klepš konnte im technischen Vergleich zwar einen der drei ersten Plätze belegen, kam aber in der Gesamtwertung nur auf Rang 7, was die Grenzen der Konstruktion aufzeigte. Nachfolger wurden die BH-10 und BH-12.

## Technische Daten

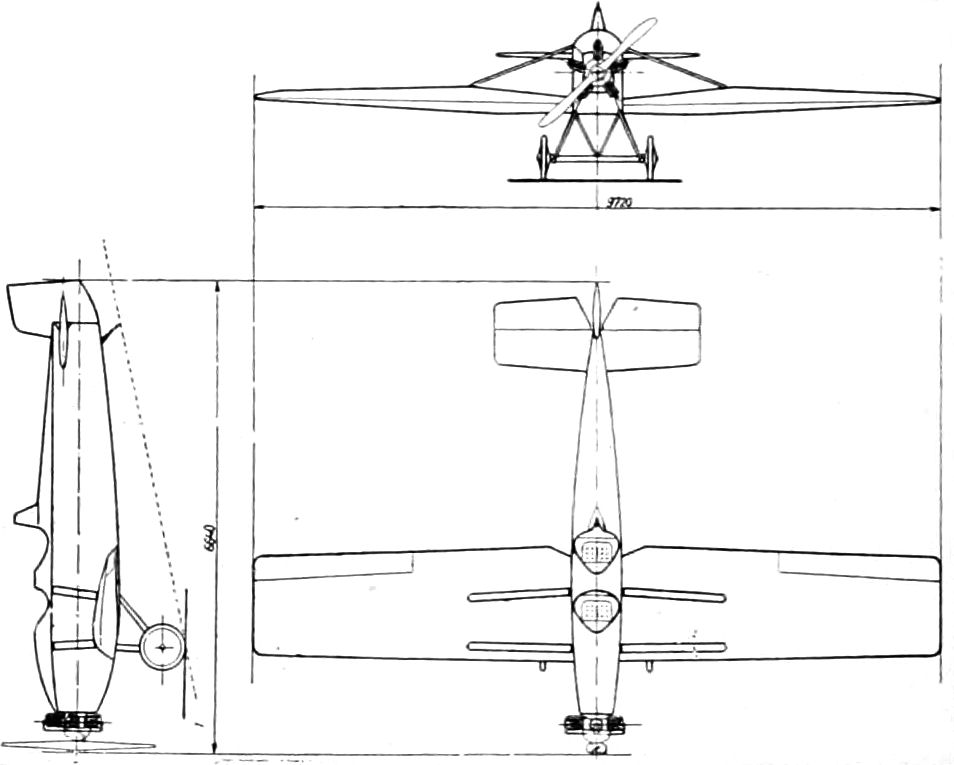
Dreiseitenriss

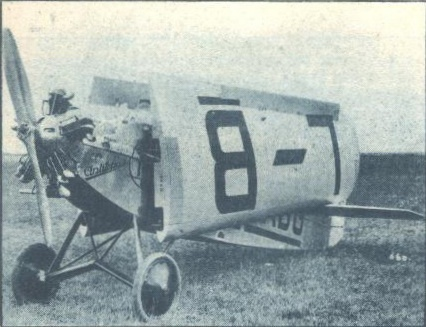
BH-11B beim Europarundflug 1929

| Kenngröße             | Daten BH-11                               | Daten BH-11B Antelope                     |
| --------------------- | ----------------------------------------- | ----------------------------------------- |
| Besatzung             | 1–2                                       | 1–2                                       |
| Länge                 | 6,64 m                                    | 6,82 m                                    |
| Spannweite            | 9,72 m                                    | 10,40 m                                   |
| Flügelfläche          | 13,60 m²                                  | 13,75 m²                                  |
| Flügelstreckung       | 6,9                                       | 7,9                                       |
| Leermasse             |                                           | 379 kg                                    |
| max. Startmasse       | 579 kg                                    | 627 kg                                    |
| Antrieb               | ein luftgekühlter Fünfzylinder-Sternmotor | ein luftgekühlter Fünfzylinder-Sternmotor |
| Typ                   | Walter NZ-60                              | Walter Vega                               |
| Leistung              | 60 PS (44 kW)                             | 86 PS (63 kW)                             |
| Höchstgeschwindigkeit | 155 km/h                                  | 176 km/h                                  |
| Reisegeschwindigkeit  |                                           | 155 km/h                                  |
| Gipfelhöhe            |                                           | 3500 m                                    |
| Reichweite            | 600 km                                    | 700 km                                    |